# Церковь Святого Мартина (Ладгейт)
Церковь Святого Мартина на холме Ладгейт (Сент-Мартин; англ. St Martin within Ludgate) — бывшая англиканская приходская церковь у ворот Ладгейт (Сити) города Лондона (Великобритания); храм на холме Ладгейт, в квартале Фаррингдон, впервые упоминается в XII века; нынешнее здание было построено после Великого пожара, между 1677 и 1684 годами по проекту Кристофера Рена. С 1950 года входит в список памятников архитектуры.

## История и описание

### Средневековое здание
Святой Мартин Турский является покровителем путешественников: поэтому в Средние века посвященные ему церкви часто ставились прямо за городскими воротами. Церковные легенды связывают церковь Святого Мартина на холме Ладгейт с легендарным королем Кадвалло (Кадваллон ап Кадван), жившим в VII веке. Так табличка на фасаде церкви гласит: «считается, что здесь в 677 году был похоронен король бриттов Кадвалло». Однако нет никаких исторических свидетельств того, что бритты находились в данном районе позднее конца VI века. Самое раннее письменное упоминание о храме датируется 1174 годом. Монастырь Блэкфрайерс (Blackfriars monastery) был построен неподалеку от данного храма в 1278 году. Церковь была перестроена в 1437 году; сохранились сведения и о том, что в 1561 году в башню-колокольню храма ударила молния. Приходские книги в приходе Святого Мартина ведутся с 1410 года.
До Реформации в Англии церковь Святого Мартина находилась под контролем администрации Вестминстерского аббатства, а затем — под управлением администрации собора Святого Павла. После Реформации перешла под контроль британской монархии. В 1614 году главой храма стал писатель и путешественник Самуэль Пёрчас (Samuel Purchas, 1577—1626), в том же году опубликовавший свою ключевую англиканскую работу «Purchas His Pilgrimage: or Relations of the World and the Religions observed in all Ages and Places discovered, from the Creation unto this Present».

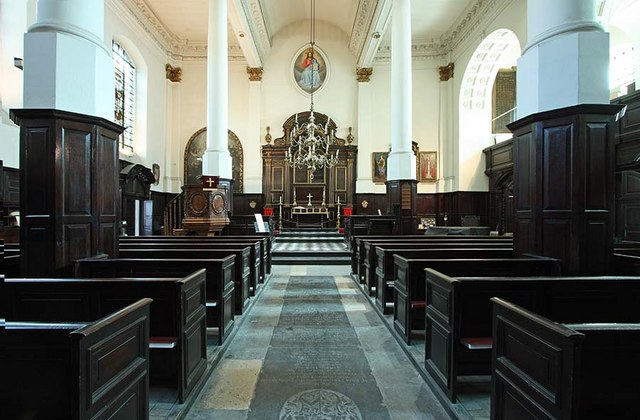
Интерьер храма (2009)

### Современное здание
Средневековая церковь была отремонтирована в 1623 году, но была полностью разрушена уже в 1666 году — во время Великого лондонского пожара. Восстановление заняло десятилетия: оно было, в основном, завершено к 1680 году, хотя формальное окончание работ относят к 1703 году. В 1669 году на церковных землях была найдена древнеримская надгробная плита, которая сейчас находится в Эшмолеанском музее искусства и археологии. После перестройки конический шпиль храма получил высоту в 158 футов (48 м). Соседние ворота Ладгейт были снесены в 1760 году.
В 1893—1894 годах церковь Святого Мартина подверглась серьезной перестройке: уровень пола был поднят, а многие тела были извлечены из захоронений местного кладбища и перезахоронены на Бруквудском кладбище. Во время Второй мировой войны, в ходе бомбардировок «Блица» 1941 года, зажигательная бомба люфтваффе повредила крышу храма, но в целом здание получило относительно небольшие повреждения. После войны, 4 января 1950 года, церковное здание было внесено в список памятников архитектуры первой степени (Grade I). В 1954 году храм Святого Мартина перестал быть приходским — он стал церковью гильдии. Церковный орган, датируемый 1684 годом, был построен по проекту Бернарда Шмидта (Bernard Schmidt). На органе сохранилась резьба по дереву, созданная резчиком Гринлингом Гиббонсом.